# Joni Madraiwiwi
Joni Madraiwiwi (ur. 1957, zm. 29 września 2016) – fidżyjski polityk i prawnik, ratu.
Studiował nauki prawne na Uniwersytecie w Adelajdzie (Australia, 1982, bakałarz praw) i na Uniwersytecie McGilla w Montrealu (Kanada, 1988, magister praw). Pracował w urzędzie Prokuratora Generalnego Fidżi oraz Sądzie Apelacyjnym Fidżi. W 1997 został mianowany sędzią Sądu Najwyższego. Zrezygnował z urzędu sędziego w roku 2000 i zajął się prywatną praktyką prawniczą.
15 grudnia 2004 został mianowany przez prezydenta Josefę Iloilo na stanowisko wiceprezydenta Fidżi i zatwierdzony przez Wielką Radę Wodzów; objął tę funkcję 10 stycznia 2005. Stanowisko wiceprezydenta – ważne ze względu na osobę prezydenta, będącego w podeszłym wieku i cierpiącego na chorobę Parkinsona – było nieobsadzone od listopada 2004, kiedy to do rezygnacji został zmuszony Jope Seniloli. W marcu 2006 Madraiwiwi został zatwierdzony na kolejną kadencję wiceprezydencką.